# Epistranus
Epistranus is een geslacht van kevers uit de familie somberkevers (Zopheridae).

## Soorten
Deze lijst is mogelijk niet compleet.
- E. lawsoni
- E. tibialis
- E. valens